# 富加穆
富加穆是西非國家加蓬的城鎮，位於恩古涅河右岸，由恩古涅省負責管轄，東面是夏于山脈和瓦卡國家公園，鎮內有市集、酒店、藥房、餐廳和機場設施，人口約4,100。